# منتخب سان مارينو لكرة قدم الصالات
منتخب سان مارينو لكرة قدم الصالات (بالإيطالية: Nazionale di calcio a 5 di San Marino)‏ هو ممثل سان مارينو الرسمي في المنافسات الدولية في كرة الصالات .